# Eduardo Fabini
Eduardo Fabini (født 18. maj 1882 i Solis de Mataojo, død 17. maj 1950 i Montevideo, Uruguay) var en uruguayansk komponist, violinist og lærer.
Fabini studerede violin og komposition på Musikkonservatoriet i Montevideo , efter et stipendium, studerede han videre på Det Kongelige Musikkonservatorium i Bruxelles hos bl.a. August de Boeck. Han har skrevet en symfoni, orkesterværker, balletmusik, kormusik, pianostykker, vokalmusik etc. Fabini var tillige koncertviolinist og underviste senere som lærer i komposition privat. Han hører til sit lands vigtige komponister.

## Udvalgte værker
- Symfoni nr. 1 "Melga" (1931) - for orkester
- "Fantasi" (1929) - for violin og orkester